# جامعة كاليفورنيا (بركلي)
جامعة كاليفورنيا في بركلي (بالإنجليزية: University of California, Berkeley أو UC Berkeley) هي جامعة بحثية عامة تقع في بركلي بولاية كاليفورنيا بالولايات المتحدة الأمريكية. وهي تمثل أقدم حرم جامعي من بين العشرة الرئيسية التابعة لجامعة كاليفورنيا. حيث يعود تأسيسها إلى تاريخ 23 مارس 1868.

## نشأة الجامعة
تأسست الجامعة سنة 1868 باندماج كلية كاليفورنيا (بالإنجليزية: College of California)‏ ـ وهي كلية خاصة ـ وكلية الفنون الزراعية والتعدينية والميكانيكية (بالإنجليزية: Agricultural, Mining, and Mechanical Arts College)‏ في أوكلاند، وهي كلية عامة مجانيه. وبذلك تعد جامعة كاليفورنيا في بيركلي الأقدم في منظومة جامعة كاليفورنيا التي تضم عشرة أفرع. وقد اضطلعت بيركلي عند نشأتها بتقديم التعليم «التقليدي» و«العملي» لأهل الولاية، وهي تعد الجامعة الرائدة في منظومة جامعة كاليفورنيا. وتشترك بيركلي في إدارة ثلاثة مختبرات تابعة لوزارة الطاقة الأمريكية هي مختبر لوس ألاموس الوطني ـ الذي لعب دوراً هاماً في مشروع مانهاتن ـ ومختبر لورنس ليفرمور الوطني ومختبر لورنس بيركلي الوطني.

## البرامج الدراسية
تقدم جامعة كاليفورنيا في بركلي حوالي 350 برنامجًا دراسيًا بما فيها العديد من برامج الدراسات العليا في نطاق عريض من التخصصات المختلفة، وتندرج أقسام الجامعة تحت 14 كلية وعمادة. حيث توفر الجامعة 108 برامج بكالوريوس، و64 برنامج ماجستير، و96 برنامج دكتوراة و32 برنامج مهني.

## الحرم الجامعي
تمتد الجامعة على مساحة 6,651 فدان (26,920 دونم، أي حوالي 27 كم مربع)، ويشغل الحرم المركزي وحده مساحة تقارب 200 فدان (809 دونمات).

## عدد الطلاب
عدد طلاب الجامعة في برامج دراسات البكالوريوس يبلغ أكثر من 25 ألف طالب، كما تضم الجامعة أكثر من 10 آلاف طالب في برامج الدراسات العليا.

## المكانة العلمية
حصل على جائزة نوبل 70 ممن ارتبطوا ببيركلي كأساتذة أو خريجين أو باحثين (وهي بذلك سادس جامعة على مستوى العالم في عدد الحاصلين على جائزة نوبل)، كما حصل أساتذة وباحثو الجامعة على 9 من جوائز وولف و7 أوسمة فيلدز و15 جائزة تورينغ و45 زمالة ماك آرثر و20 من جوائز الأكاديمية (جائزة أوسكار) و11 جائزة بوليتزر. كما ترتبط جامعة كاليفورنيا في بيركلي وباحثوها بستة من العناصر الكيميائية المدرجة في الجدول الدوري للعناصر (هي الكاليفورنيوم والسيبورغيوم والبيركليوم والأينشتاينيوم والفيرميوم واللورنسيوم)، علمًا بأن مختبر بيركلي اكتشف حتى الآن ما مجمله 16 عنصرًا كيميائيًا، وهو عدد يفوق ما اكتشفته أي جامعة في العالم من العناصر على الإطلاق.
جامعة كاليفورنيا في بيركلي هي عضو مؤسس في رابطة الجامعات الأمريكية ولها نشاط بحثي مرموق بلغت نفقاته سنة 2009 ما مجمله 652.4 مليون دولار.
كان روبرت أوبنهايمر ـ أستاذ الفيزياء في بيركلي ـ هو مدير مشروع مانهاتن الذي طور أول قنبلة نووية في العالم، والذي كان مقره في لوس ألاموس بولاية نيو مكسيكو أثناء الحرب العالمية الثانية.

### التصنيف العالمي
تحظى الجامعة بمرتبة متقدمة في ترتيب الجامعات على مستوى العالم يضعها غالباً ضمن الخمس الأوائل.

## المكتبات الأكاديمية
يتبع جامعة بركلي 32 مكتبة تشكل معاً ما يعتبر رابع أكبر مكتبة أكاديمية على مستوى الولايات المتحدة بعد مكتبة الكونغرس ومكتبة جامعة هارفارد ومكتبة جامعة يل. حيث تضم منظومة مكتبات جامعة كاليفورنيا، بركلي أكثر من 10 ملايين كتاب. وفي المجمل تغطي المكتبات التابعة للجامعة مساحة 12 فدان (حوالي 49 دونم).

## ميزانية الجامعة
عام 2006-2007 بلغت ميزانية الجامعة 1.7 مليار دولار، جاء ثُلُث هذا المبلغ من ولاية كاليفورنيا. كما تبرع نحو 8 آلاف متبرع في ذلك العام بأكثر من ربع مليار دولار. كما يقدر حجم الأوقاف التابعة للجامعة بحوالي 2.9 مليار دولار. وتشغل الجامعة 24,700 شخصاً بشكل مباشر.

## الرياضة في بيركلي

شعار الفرق الرياضية لجامعة كاليفورنيا في بيركلي

تسمى الفرق الرياضية التابعة لبيركلي «كاليفورنيا غولدن بيرز» (بالإنجليزية: California Golden Bears، وتعني: دببة كاليفورنيا الذهبية، وكثيرًا ما يختصر اسمها إلى Cal Bears أو تختصر أكثر إلى Cal). وقد حصل الغولدن بيرز على العديد من البطولات الرياضية الوطنية في كل من:
- كرة القدم الأمريكية (5 بطولات)
- السباحة والغطس (4 بطولات للرجال و3 بطولات للفتيات)
- كرة السلة للرجال (بطولتان)
- التنس للرجال (بطولة واحدة)
- البيسبول (بطولتان)
- الغولف للرجال (بطولة واحدة)
- الجمباز للرجال (4 بطولات) والسوفت بول (بطولة واحدة)
- كرة الماء للرجال (13 بطولة)
- الرجبي للرجال (26 بطولة)
- التجديف (15 بطولة للرجال وثلاث للفتيات)
- ألعاب القوى للرجال (بطولة واحدة)
- اللكروس للرجال (بطولة واحدة)

## من أبرز خريجي الجامعة
المكتوب أسماؤهم بالخط الغليظ تخرجوا في الجامعة وعملوا أساتذة بها أيضًا.

### حاصلون على جائزة نوبل
- آلن هيغير: حاصل على جائزة نوبل في الكيمياء سنة 2000، حصل على درجة الدكتوراه من بيركلي سنة 1961.
- أندرو فاير: حاصل على جائزة نوبل في الطب سنة 2006، تخرج في الجامعة سنة 1978.
- أوتو شتيرن: حاصل على جائزة نوبل في الفيزياء سنة 1943.
- توماس تشيك: حاصل على جائزة نوبل في الكيمياء سنة 1989، حصل على درجة الدكتوراه من بيركلي سنة 1975.
- توماس ج سارجنت: حاصل على جائزة نوبل في العلوم الاقتصادية سنة 2011، تخرج في بيركلي سنة 1964.
- توماس شيلينغ: حاصل على جائزة نوبل في العلوم الاقتصادية سنة 2005، تخرج في بيركلي سنة 1944.
- جوزف إيرلنغر: حاصل على جائزة نوبل في الطب سنة 1944، حصل على درجة البكالوريوس في العلوم من بيركلي سنة 1895.
- جون ماثر: حاصل على جائزة نوبل في الفيزياء سنة 2006، حصل على درجة الدكتوراه من بيركلي سنة 1974.
- دانيال كانمان: حاصل على جائزة نوبل في العلوم الاقتصادية سنة 2002، حصل على درجة الدكتوراه من بيركلي سنة 1961.
- دوغلاس نورث: حاصل على جائزة نوبل في العلوم الاقتصادية سنة 1993، حصل على درجة البكالوريوس سنة 1942 ودرجة الدكتوراه سنة 1952 من بيركلي.
- ديفيد غروس: حاصل على جائزة نوبل في الفيزياء سنة 2004، حصل على درجة الدكتوراه من بيركلي سنة 1966.
- روبرت كيرل: حاصل على جائزة نوبل في الكيمياء سنة 1996، حصل على درجة الدكتوراه من الجامعة سنة 1957.
- روبرت لافلين: حاصل على جائزة نوبل في الفيزياء سنة 1998، تخرج في بيركلي سنة 1972.
- ستيفن تشو: حاصل على جائزة نوبل في الفيزياء سنة 1997، يشغل منصب وزير الطاقة بحكومة الولايات المتحدة الأمريكية منذ 21 يناير 2009، حصل على درجة الدكتوراه من الجامعة سنة 1976.
- سلمان واكسمان: حاصل على جائزة نوبل في الطب سنة 1952، حصل على درجة الدكتوراه من بيركلي سنة 1918.
- سول بيرلموتر: أستاذ الفيزياء في بيركلي، حاصل على جائزة نوبل في الفيزياء سنة 2011، حصل على درجة الدكتوراه من بيركلي سنة 1986.
- غلين سيبورغ: أستاذ الكيمياء بالجامعة، ومدير مشارك لمختبر لورنس بيركلي، حاصل على جائزة نوبل في الكيمياء سنة 1951، حصل على درجة الدكتوراه من بيركلي سنة 1937.
- كارول غريدر: حاصلة على جائزة نوبل في الطب سنة 2009، حصلت على درجة الدكتوراه من بيركلي سنة 1987.
- كاري موليس: حاصل على جائزة نوبل في الكيمياء سنة 1993، حصل على درجة الدكتوراه من بيركلي سنة 1973.
- لورنس كلاين: حاصل على جائزة نوبل في العلوم الاقتصادية سنة 1980، حصل على درجة الدكتوراه من بيركلي سنة 1961.
- ماريو مولينا: حاصل على جائزة نوبل في الكيمياء سنة 1995، حصل على درجة الدكتوراه من بيركلي سنة 1972.
- هاملتون سميث: حاصل على جائزة نوبل في الطب سنة 1978، تخرج في بيركلي سنة 1952.
- هارولد يوري: حاصل على جائزة نوبل في الكيمياء سنة 1934، حصل على درجة الدكتوراه من بيركلي سنة 1923.
- هنري تاوب: حاصل على جائزة نوبل في الكيمياء سنة 1983، حصل على درجة الدكتوراه من بيركلي سنة 1940.
- وليم جيوك: حاصل على جائزة نوبل في الكيمياء سنة 1949، حصل على درجة البكالوريوس في العلوم سنة 1920 ودرجة الدكتوراه سنة 1922 من بيركلي.
- ويلارد ليبي: أستاذ الكيمياء في بيركلي، حاصل على جائزة نوبل في الكيمياء سنة 1960، حصل على درجة البكالوريوس في العلوم سنة 1931 ودرجة الدكتوراه سنة 1933 من بيركلي.
- ويليس لامب: حاصل على جائزة نوبل في الفيزياء سنة 1955، حصل على درجة البكالوريوس في العلوم من بيركلي سنة 1934 ودرجة الدكتوراه منها سنة 1938.
- يوان لي: حاصل على جائزة نوبل في الكيمياء سنة 1986، حصل على درجة الدكتوراه من بيركلي سنة 1962. يعمل حاليًا أستاذًا للكيمياء وباحثًا رئيسًا بقسم أبحاث المواد والجزيئات بمختبر لورنس بيركلي.

### حاصلون على جائزة تورينغ
تعد جائزة تورينغ بمثابة جائزة نوبل في مجال علوم الحاسب.
- باربارا لسكوف: أول امرأة في الولايات المتحدة تحصل على درجة الدكتوراه في علوم الحاسب (سنة 1968 من جامعة ستانفورد). حصلت على درجة البكالوريوس في الرياضيات من بيركلي سنة 1961. تعمل حاليًا أستاذة بمعهد ماساتشوستس للتقنية. حصلت على جائزة تورينغ سنة 2008.[11][12]
- دوغلاس إنغلبارت: مخترع فأرة الحاسوب، حصل على درجة البكالوريوس في الهندسة سنة 1952[13] ودرجة الدكتوراه سنة 1955 من بيركلي. حصل على جائزة تورينغ سنة 1997 كما حصل على قلادة التقنية الوطنية سنة 2000.
- كين تومسن: أحد مبتكري نظام التشغيل يونكس، حاصل على درجة البكالوريوس في الهندسة الكهربية وعلوم الحاسب سنة 1965 والماجستير ـ في المجالين ذاتهما ـ سنة 1966 من بيركلي. حصل على جائزة تورينغ سنة 1983، كما حصل أيضًا على قلادة التقنية الوطنية سنة 1998.

### حاصلون على جائزة أوسكار
- غريغوري بيك: ممثل حصل على أوسكار أحسن ممثل سنة 1962 ورشح للأوسكار أربع مرات أخرى. تخرج في بيركلي سنة 1939.

### حاصلون على قلادة العلوم الوطنية
- جون باهكال: عالم فيزياء فلكية، حاصل على قلادة العلوم الوطنية سنة 1998. تخرج في بيركلي سنة 1956.

### حاصلون على قلادة التقنية الوطنية
- دوغلاس إنغلبارت: مخترع فأرة الحاسوب، حصل على قلادة التقنية الوطنية سنة 2000، كما حصل على جائزة تورينغ سنة 1997.
- ستيف وزنياك: أحد المشاركين في تأسيس شركة أبل، تخرج في بيركلي سنة 1986. حصل على قلادة التقنية الوطنية سنة 1985 مناصفة مع ستيف جوبز.
- غوردون مور: أحد مؤسسي شركة إنتل لأشباه الموصلات، تخرج في بيركلي سنة 1950. حصل على قلادة التقنية الوطنية سنة 1990.
- كين تومسن: أحد مبتكري نظام التشغيل يونكس. حصل على قلادة التقنية الوطنية سنة 1998، كما كان قد حصل على جائزة تورينغ سنة 1983.

### حاصلون على جائزة غودل
- شافريرا غولدفاسر: حصلت على درجة الماجستير سنة 1981، ودرجة الدكتوراه من بيركلي سنة 1983. حصلت على جائزة غودل التي تمنح لأبحاث علوم الحاسب النظرية مرتين (سنة 1993 وسنة 2001).

### آخرون
- إدموند جيرالد براون: حاكم كاليفورنيا والمحامي العام الأسبق لها، تخرج في الجامعة سنة 1961.
- إيرل وارن: كبير قضاة الولايات المتحدة (1953 ـ 1969)، والحاكم الثلاثون لولاية كاليفورنيا (1943 ـ 1953)، تخرج في الجامعة سنة 1912 وحصل منها على درجة الدكتوراه في القانون سنة 1914.
- إيريك شميت: المدير التنفيذي لشركة جوجل، حصل على درجة الماجستير من الجامعة سنة 1979 ودرجة الدكتوراه منها سنة 1982.
- جينيفر غرانهولم: أول سيدة تشغل منصب حاكم ولاية ميتشيغان، تخرجت في الجامعة سنة 1984.
- ذو الفقار علي بوتو: الرئيس الرابع لجمهورية باكستان ورئيس وزرائها التاسع، حصل على درجة البكالوريوس من الجامعة سنة 1950.[14]
- روبرت ماكنامارا: رئيس البنك الدولي (1968 ـ 1981)، وزير دفاع الولايات المتحدة (1961 ـ 1968)، رئيس شركة فورد للسيارات (1960)، تخرج في الجامعة سنة 1937.
- مصطفى جمران: عالم إيراني، أول وزير دفاع إيراني بعد الثورة الإيرانية الإسلامية، وقائد الحرس الثوري الإيراني. حصل على درجة الدكتوراه من بيركلي سنة 1963.
- ناتالي كافلين: سبّاحة حاصلة على عدة ذهبيات أولمبية، تخرجت في الجامعة سنة 2005.
- هاكون ماجنوس، ولي عهد النرويج، تخرج في الجامعة سنة 1999.
- إستر أبلين عالمة جيولوجيا وعالمة أحفوريات أمريكية (1895-1972).
- أحمد الشقيري: إعلامي وكاتب سعودي ومقدم برامج تلفزيونية.[15]

## من أبرز أساتذة الجامعة
المكتوب أسماؤهم بالخط الغليظ تخرجوا في الجامعة وعملوا أساتذة بها أيضًا.

### حاصلون على جائزة نوبل
- أوتو شتيرن: حاصل على جائزة نوبل في الفيزياء سنة 1943.
- أوين تشمبرلين: أستاذ الفيزياء في بيركلي، حاصل على جائزة نوبل في الفيزياء سنة 1959.
- جورج أكرلوف: أستاذ الاقتصاد في بيركلي. حاصل على جائزة نوبل في العلوم الاقتصادية سنة 2001.
- جون هارساني: أستاذ الاقتصاد في بيركلي. حاصل على جائزة نوبل في العلوم الاقتصادية سنة 1994.
- جيرار ديبرو: أستاذ الاقتصاد والرياضيات في بيركلي. حاصل على جائزة نوبل في العلوم الاقتصادية سنة 1983.
- دونالد غلاسر: أستاذ البيولوجيا الجزيئية والفيزياء. حاصل على جائزة نوبل في الفيزياء سنة 1950.
- ستيفن تشو: أستاذ الفيزياء ومدير مختبر لورنس بيركلي الوطني. حاصل على جائزة نوبل في الفيزياء سنة 1997، يشغل منصب وزير الطاقة بحكومة الولايات المتحدة الأمريكية منذ 21 يناير 2009.
- سول بيرلموتر: أستاذ الفيزياء في بيركلي، حاصل على جائزة نوبل في الفيزياء سنة 2011، حصل على درجة الدكتوراه من بيركلي سنة 1986.
- غلين سيبورغ: أستاذ الكيمياء بالجامعة، ومدير مشارك لمختبر لورنس بيركلي، حاصل على جائزة نوبل في الكيمياء سنة 1951، حصل على درجة الدكتوراه من بيركلي سنة 1937.
- لويس ألفاريز: أستاذ الفيزياء في بيركلي، حاصل على جائزة نوبل في الفيزياء سنة 1968.
- ملفين كالفن: أستاذ الكيمياء في بيركلي، حاصل على جائزة نوبل في الكيمياء سنة 1961.
- ويلارد ليبي: أستاذ الكيمياء في بيركلي، حاصل على جائزة نوبل في الكيمياء سنة 1960، حصل على درجة البكالوريوس في العلوم سنة 1931 ودرجة الدكتوراه سنة 1933 من بيركلي.
- يوان لي: حاصل على جائزة نوبل في الكيمياء سنة 1986، حصل على درجة الدكتوراه من بيركلي سنة 1962. يعمل حاليًا أستاذًا للكيمياء وباحثًا رئيسًا بقسم أبحاث المواد والجزيئات بمختبر لورنس بيركلي.

## وصلات خارجية
- الموقع الرسمي لجامعة كاليفورنيا، بركلي (بالإنجليزية)